# Megasema rubrescens
Megasema rubrescens là một loài bướm đêm trong họ Noctuidae.